# Lambert Vanderheyden à Hauzeur
Philippe Lambert Vanderheyden à Hauzur (Jemeppe-sur-Meuse, 8 juni 1787 - Ciply, 24 maart 1843) was een Belgisch senator en burgemeester.

## Levensloop
Hij was een zoon van de jurist Nicolas Vanderheyden à Hauzeur, schepen in Jupille en afgevaardigde van het departement van de Ourthe in de Conseil des Cinq Cents, en van Marie-Madeleine Devillers. Hij trouwde met Fanny Closson (1793-1817) en in tweede huwelijk met Julie Roisin (1801-1882). Hij had een dochter uit het eerste huwelijk en twee zoons en een dochter uit het tweede huwelijk, die allen zonder nageslacht bleven. Hij was de oom van senator Édouard Vanderheyden à Hauzeur.
Hij werd in 1829 in de erfelijke adel opgenomen.
Hij werd advocaat en was luitenant van de keizerlijke erewacht (1814), kapitein-commandant van de marechaussee in de provincie Henegouwen (1823-1830), kolonel van de Burgerwacht in Bergen (1830). 
Van 1830 en tot aan zijn dood in 1843 was hij burgemeester van Ciply. In 1838 werd hij liberaal senator voor het arrondissement Thuin en vervulde dit mandaat eveneens tot aan zijn dood.
Hij werd in 1839 lid van de vrijmetselaarsloge La Parfaite Union in Bergen.